# Dvorac Lichtenstein
Dvorac Lichtenstein  nalazi se na litici smještenoj u Švapskoj juri blizu grada Honaua u općini Lichtenstein, u okrugu Reutlingen u saveznoj državi Baden-Württemberg, Njemačka.
Povijesno se na ovom mjestu nalazio dvorac oko 1200. Bio je uništen dvaput, jednom u ratu 1311., a ponovo su ga uništile gradovi-države Reutlingena godine 1381. Dvorac nakon toga nije obnovljen pa je ubrzo postao ruševina.
Godine 1802. zemlja je došla u ruke kralja Fridrika I. od Württemberga, koji je tamo sagradio lovački dom. Oko 1837. zemlju je proslijedio svom nećaku knezu Wilhelmu od Uracha, grofu od Württemberga, koji je, nadahnut romanom "Lichtenstein" Wilhelma Hauffa, obnovio postojeći dvorac godine 1840. – 1842. Romantični neogotički dizajn dvorca djelo je arhitekta Carla Alexandera Heideloffa.
Danas je dvorac još uvijek je u vlasništvu knezova Uracha, ali je otvoren za posjetitelje. Dvorac sadrži veliku zbirku povijesnih oružja i oklopa. 

## Galerija
- ulazno područje, siječanj 2010.
- pogled s jugozapada, siječanj 2010.
- rov , siječanj 2010
- pogled s jugozapada, siječanj 2010.
- siječanj 2010.
- siječanj 2010.
- HDR Dvorac Lichtenstein
- Pogled s juga

## Vanjske poveznice
- https://web.archive.org/web/20100402075255/http://www.schloss-lichtenstein.de/english/index.php
- http://www.letsgo-europe.com/Germany/lichtenstein/